# Поділ

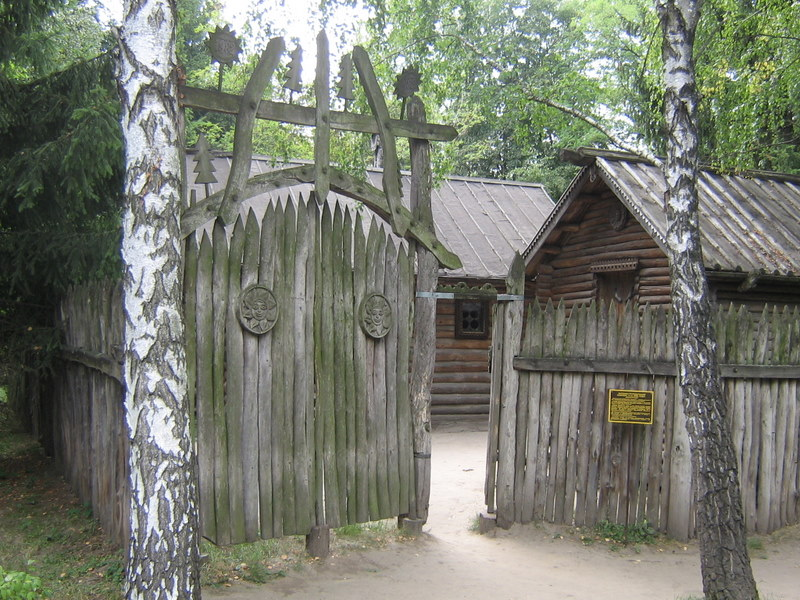
Житлово-господарський комплекс Х століття. Київ. Поділ. Музей народної архітектури та побуту Середньої Наддніпрянщини. Реконструкція.

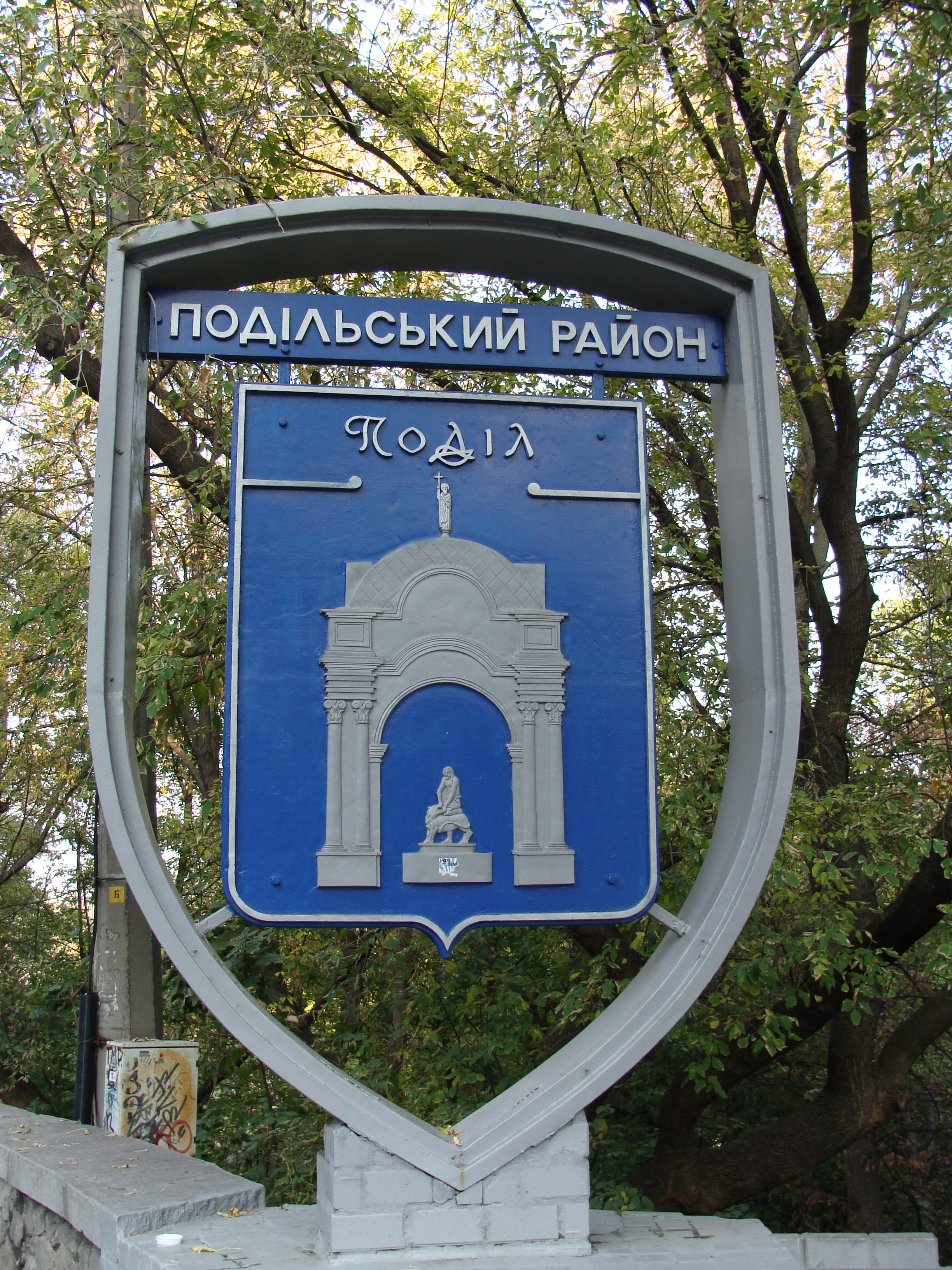
Знак при в'їзді до Подільського району на Володимирському узвозі

Поді́л — історична місцевість Києва, низинна частина історичного центра міста, стародавній район ремісників і річковиків. Простягається вздовж правого берега Дніпра і Київської гавані, попід горами Старокиївською, Замковою, Щекавицею і Юрковицею між Пішохідним мостом через Дніпро і Заводською вулицею.
Головні вулиці на Подолі — Сагайдачного, Костянтинівська, Хорива, Верхній і Нижній Вал, Набережно-Хрещатицька, Набережно-Лугова, площі — Контрактова, Житньоторзька і Поштова. Поділ дав назви Подільському району, узвозу, провулку.

## Історія

### Доісторичні часи
Назва місцевості походить від старослов'янського «подолъ» — низина, низинна місцевість. Разом із Верхнім містом (Старим Києвом) і Печерськом Поділ складає найдавнішу частину міста. Перші поселення — з часів кам'яної доби (25 — 15 тисяч років тому, в тому числі Кирилівська стоянка, розкопана на сучасній Кирилівській вулиці № 59 — 61).

### Княжа доба
Постійне поселення у центральній частині сучасного Подолу існує щонайменше з кінця 9 сторіччя — вік найдавнішої будівельної колоди, знайденої під час археологічних розкопок біля теперішнього Житнього ринка, визначають 887 роком.. На території Подолу знаходились давні історичні місцевості Біскупщина, Боричів, Гончарі, Дегтярі, Кожум'яки, Плоське. Поділ розташовувався на березі річки Почайни, давнє гирло якої з часом поглинув Дніпро. Залишками гирла Почайни є сучасна гавань.
З 9 по 13 ст. на Подолі сформувався торговельно-ремісничий і портовий центр міста, через який пролягали численні сухопутні та водні шляхи, що сполучали Європу з Азією, країни Балтії з Візантією. Став осередком економічного життя, де працював головний нерв міста — торг. Там розташовувалися комори й крамниці, торгували місцеві та іноземні купці. На Подолі стояло багато дерев'яних церков і одна кам'яна — Богородиці Пирогощої.
Населення Подолу було чисельне й різноманітне — греки, араби, венеційці, хозари, євреї, німці, поляки. В центрі Подолу містилися вірменський квартал (до XVI ст.) і генуезький торговий двір.

### Литовсько-польська доба
Поділ стає головною територією міста, тут зосереджується все торговельно-економічне життя, оселяється переважна частина мешканців Києва. Адміністративний і стратегічний центр з Верхнього міста перемістився в замок, зведений литовськими князями на горі. У XV ст. подільські міщани здобули право на самоврядування, внаслідок чого більшість населення почала об'єднуватися у цехи. Ремісники одного фаху оселялися переважно на одній вулиці. Так, за свідченнями істориків, на Кожум'яках жили й працювали чинбарі, кушнірі, дубильники, лимарі. Під Замковою горою проходила вулиця Гончарна, де жили гончарі. Від Замкової гори до берега Почайни розташовувалися цегельні. Кількість цехів час від часу змінювалася. У XVIII ст. більшість товарів виробляли 11-15 цехів.
В цей період населення змінилося. Поділ заселяли лише українські міщани, які не дозволяли торгувати тут іншим національностям і станам. Відселялись в тому числі й козаки — за Поділ, на теперішню Куренівку, де стояли козацькі сторожові курені.
Кандидат історичних наук Наталія Білоус пише: «У 1571 році населення Києва становило 6500 чоловік, згідно зі складеним тоді податковим реєстром. Міське життя було зосереджено на Подолі, тут стояла дерев'яна ратуша, у якій засідав магістрат — орган міського самоврядування, як належало за Магдебурзьким правом. Кияни жили в дерев'яних будинках, мали коло них садки й городи, кам'яниць, як у західноєвропейських місцях, ще не зводили»[1]. Також на Подолі розташовувалися головний ринок, кам'яний магістратський храм Успіння Богородиці, Богоявленський монастир зі школою (колегіумом), шпиталем і братством, близько 10-ти православних церков, зокрема, Миколи Доброго та Миколи Притиска.
Як зазначають краєзнавці, у XIV—XVII ст. населення Подолу жило заможно. За свідченнями Михалона Литвина, люди мали вдосталь фруктів, овочів, меду, м'яса, риби. Будинки були переповнені дорогим одягом, дорогоцінним камінням, соболиним та іншим хутром і прянощами; шовк коштував дешевше, ніж у інших містах льон або сіль.

### ПеріодРосійської імперії
У 18 ст. на Подолі було декілька скляних, кожум'яцьких та інших фабрик і заводів, існував шовковичний заклад, виготовляли трояндову олію, розвивалося виноробство. У середині 18 ст. Поділ залишався осередком українського життя в Києві. Тут мешкала громада міщан під магдебурзьким правом, що боролася з московськими «людьми торговими».
Район неодноразово зазнавав затоплень, руйнацій і пожеж. Велика пожежа сталась 9 липня 1811 року. Вогонь знищив більшість з 2068 подільських будинків, тобто понад половину забудови Києва: на той час у місті нараховувалось 3672 житлових споруди.
Планів перебудови Подолу було два. У першому, зробленому Андрієм Меленським і датованим 17 вересня 1811 року, передбачалося максимально зберегти містобудівну базу, систему вулиць, розподіл на квартали, що складався на Подолі сторіччями; природні умови і рельєф було пов'язано з історико-архітектурним середовищем. Планувалося зберегти вцілілі кам'яні будівлі: мережа вулиць прокладалася так, щоб ці споруди потрапляли на «червону лінію». Проте план відбудови Андрія Меленського не був затверджений у Петербурзі. Післяпожежне перепланування Подолу доручили петербурзькому архітектору Вільяму Гесте, на той час адміністратору Будівничого комітету при Міністерстві внутрішніх справ Російської імперії. Він, подякувавши Меленському за надані матеріали і розробки, апріорно наклав на наявну планову підоснову сітку прямокутних кварталів. Не було враховано рельєф, наявну систему комунікацій, водостоків, давню базово-планувальну структуру забудови, київські архітектурні традиції. 3 березня 1812 року цей план було затверджено. До речі, оригінал плану Вільяма Гесте досі не знайдено, збереглися окремі його фрагменти.
Отже, Меленському як головному архітектору довелося втілювати в життя не свої, а чужі задуми. Поділ майже повністю переплановано, укрупнено квартали, замість звивистих, вузьких завулків прокладено прямі вулиці. Давню конфігурацію зберегли тільки декілька вулиць: Боричів Тік, Покровська, Притисько-Микільська. Ця конфігурація вулиць Подолу збереглася до сьогодні.
У кінці XIX — на початку XX ст. Поділ був духовним і навчально-культурним центром Києва. Тут діяли 20 церков, Київська духовна академія і Київська духовна семінарія, Києво-Подільське духовне училище, Київська 3-тя гімназія, Києво-Подільська жіноча гімназія та інші навчальні заклади. В той час на Подолі налічувалося понад 20 невеликих готелів, дешевших, ніж у Верхньому місті та Новій забудові. З часів Контрактових ярмарків була поширена здача в оренду кімнат, квартир, садиб.

#### Побут

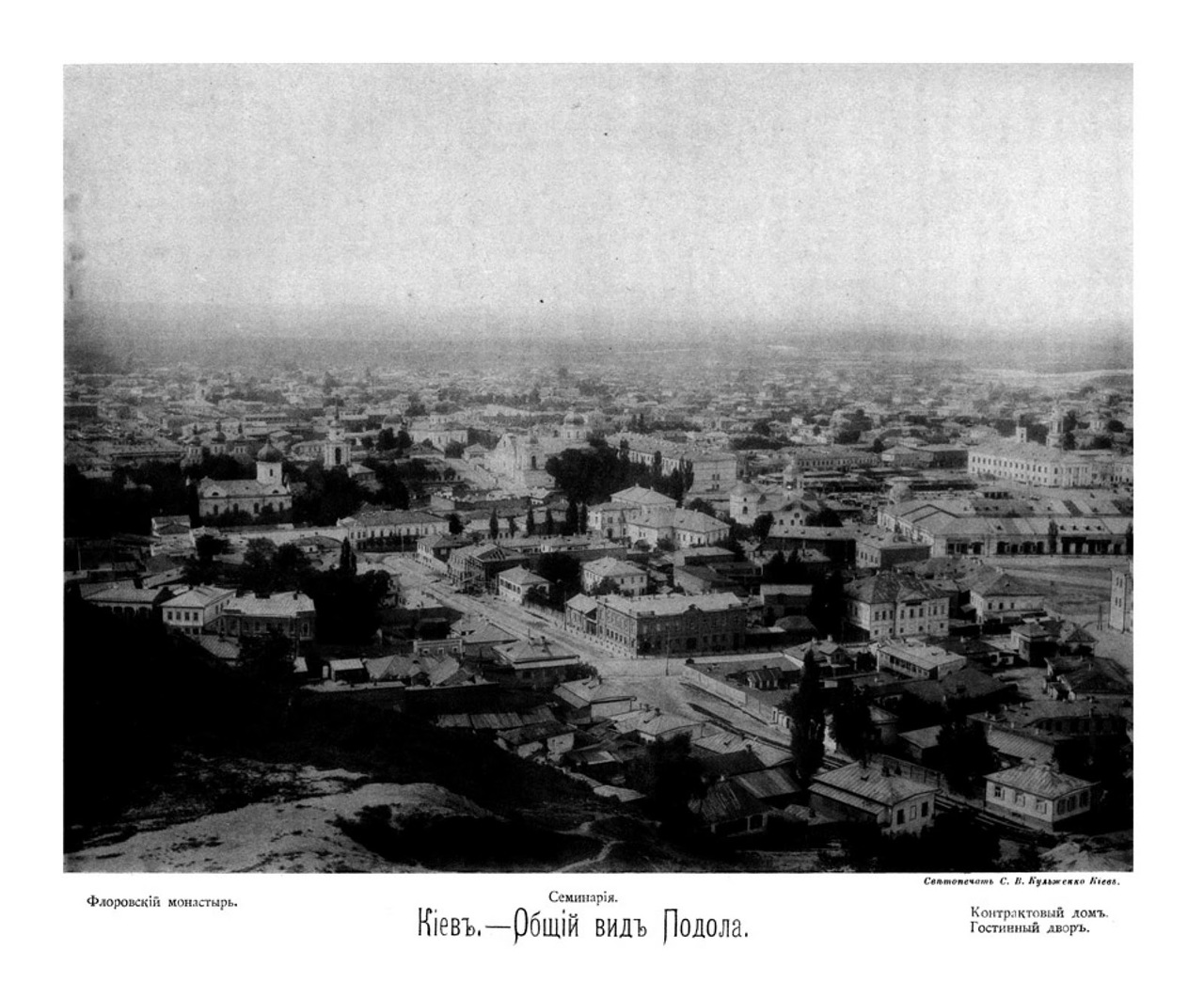
Загальний вигляд Подолу, 1888 рік

У другій половині 18 ст. — початку 19 ст. на Подолі зводили дерев'яні будинки, криті ґонтом. Історик Ольга Друг у книзі «Вулицями старого Києва» наводить опис тодішніх подільських будинків та інтер'єрів: «Хата ділилася на дві частини: на одній половині — кімната з кахляною грубою, на іншій — кухня з піччю, теж із білих кахель. У кімнаті було три вікна, що відчинялися. Віконниці та двері були на залізних гачках, із залізними засувами. Біля хати стояла комора, у заможніших міщан — льох, комора, льодовні. Двір обнесений дерев'яним парканом, з воротами і хвірткою із залізними засувами. Багаті садиби коштували дорого. Двір заможного коваля в 1804 р. можна було придбати за 320 рублів, а стару хату — за 100—150 рублів»
У домівках заможних подільських міщан часто будували на ліжках «гору» з подушок (до 16 штук), заправляли ліжко вишитими простирадлами, ковдрами. Одяг зберігали у мальованих дерев'яних шафах. Бідніші міщани ліжок не мали, натомість влаштовували постіль на підлозі та накривали її рядном. На покуті вішали ікони, інколи в срібних, мідних оправах, над ними — рушники, вишиті заполоччю, перед іконами — кришталеву лампадку або мідний ліхтар. Інколи на стіну вішалося дзеркало. У кімнаті або в коморі ставили скрині, куті залізом, куди складався найкращий одяг та посуд. Посудом користувалися різноманітним: одні — срібними тарілками, полумисками, інші — цинковими, череп'яними, дерев'яними мисками.

### ПеріодРадянського Союзу
У 20-ті —30-ті роки XX століття отримав назву Петрівка (Петрівський район) — від прізвища голови ВУЦВК Григорія Петровського.

## Архітектура
На Подолі збереглися пам'ятки архітектури XII, XVI—XIX ст.

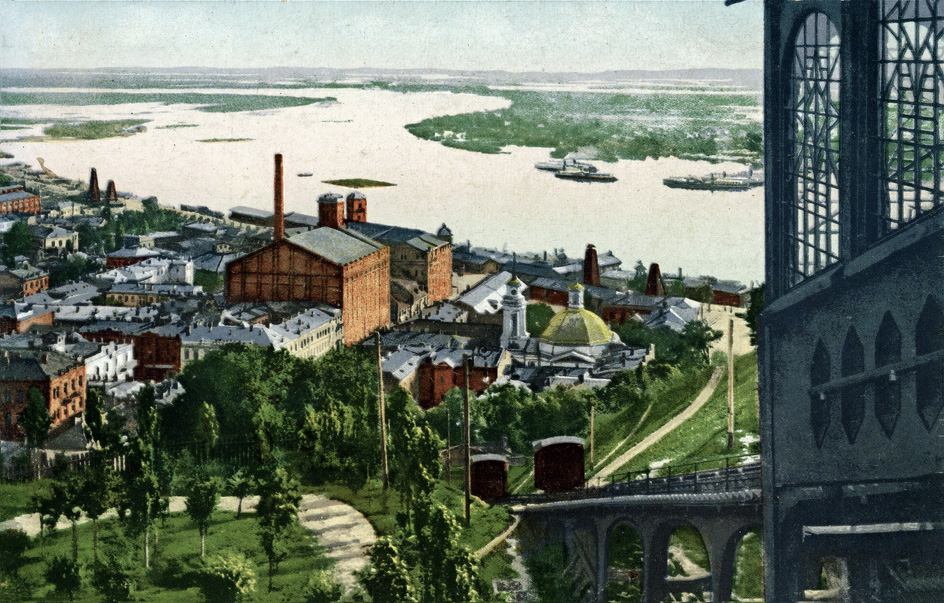
Поділ на старій поштовій листівці

До Подолу з Верхнього міста ведуть декілька узвозів. Найпопулярніший — Андріївський. Центр Подолу — велика Контрактова площа, де кожний будинок — пам'ятник. Старий корпус Києво-Могилянської академії — центру православного просвітництва слов'янських народів (заснована у 1632 р.). На Подолі також знаходяться будинок Петра І, де за переказами він зупинявся; пам'ятник українському філософу Г. С. Сковороді (1976, І. П. Кавалерідзе). На Покровській вулиці — Покровська церква (1766) у стилі українського бароко архітектора І. Г. Григоровича-Барського, будинок золотих справ майстра Стрельбицького, дзвіниця церкви Миколи Доброго. На Контрактовій площі з 1798 р. щорічно проводилися Всеросійські ярмарки, для чого в центрі площі було збудовано Гостинний двір із 50 магазинами. Відновлено церкву Богородиці Пирогощі (1136).

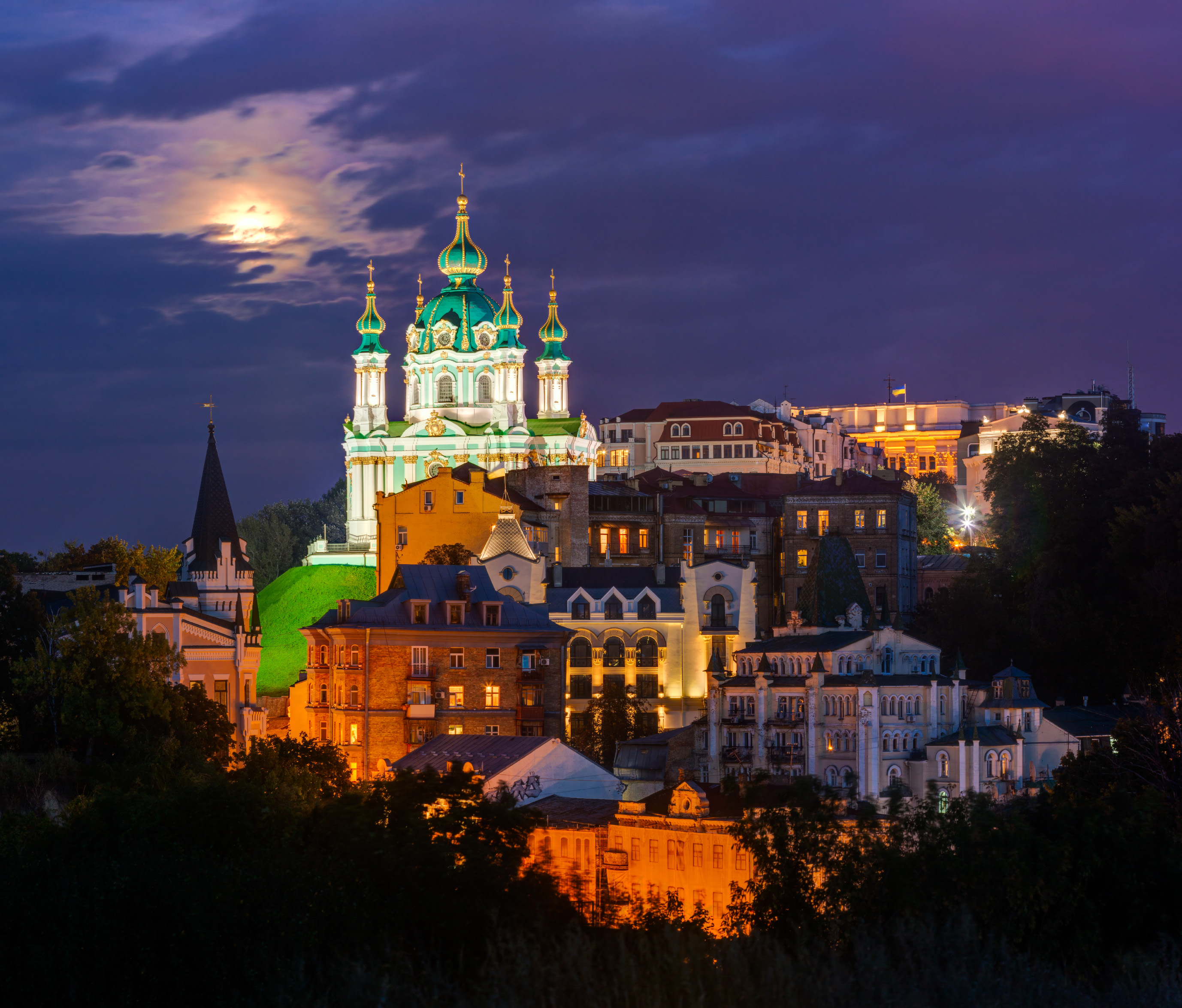
Андріївський узвіз (архітектура переважно XIX-XX століття) та Андріївська церква нагорі (XVIII століття)

Жіночий Покровський монастир, Флорівський монастир, відомий з 15 ст., відновлений після пожежі архітектором А. І. Меленським у 1822—1824 рр.; Іллінська церква (1692), церква Миколи Притиска (1631), Набережно-Микольська церква (1772, І. Г. Григорович-Барський). Вулиця, що має дві назви — з одного боку Верхній вал, з другого — Нижній; Житній ринок, Річковий вокзал, Фунікулер. Все це — Поділ.

### Втрачені пам'ятки архітектури Подолу
- Будинок Київського магістрату
- Богоявленський собор Братського монастиря
- Церква Миколи Доброго
- Воскресенська церква
- Борисоглібська церква
- Церква Петра і Павла
- Костянтино-Єленинська церква
- Катерининська грецька церква

## Галерея

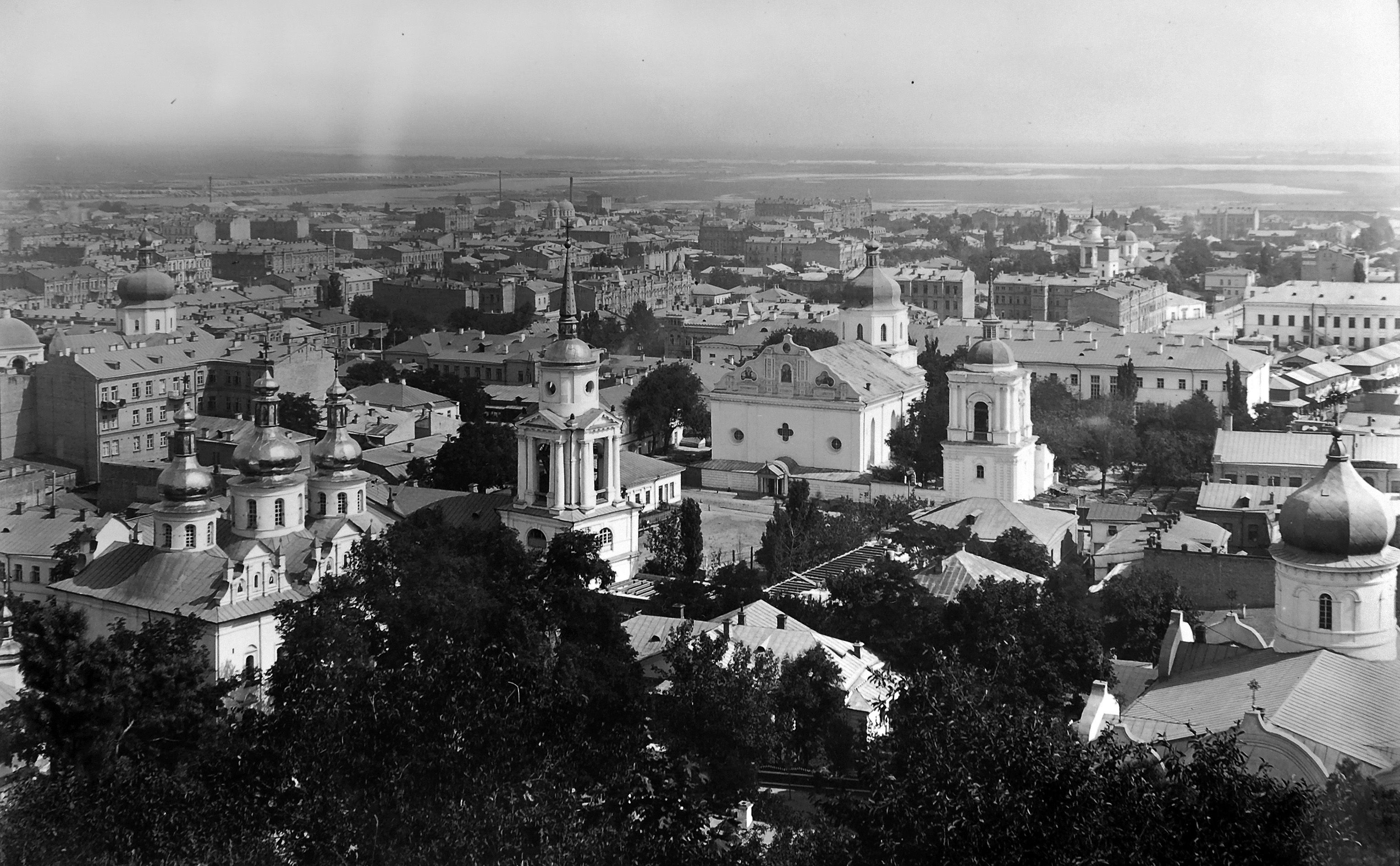
Вигляд Подолу від Вознесенського монастиря, початок ХХ ст.
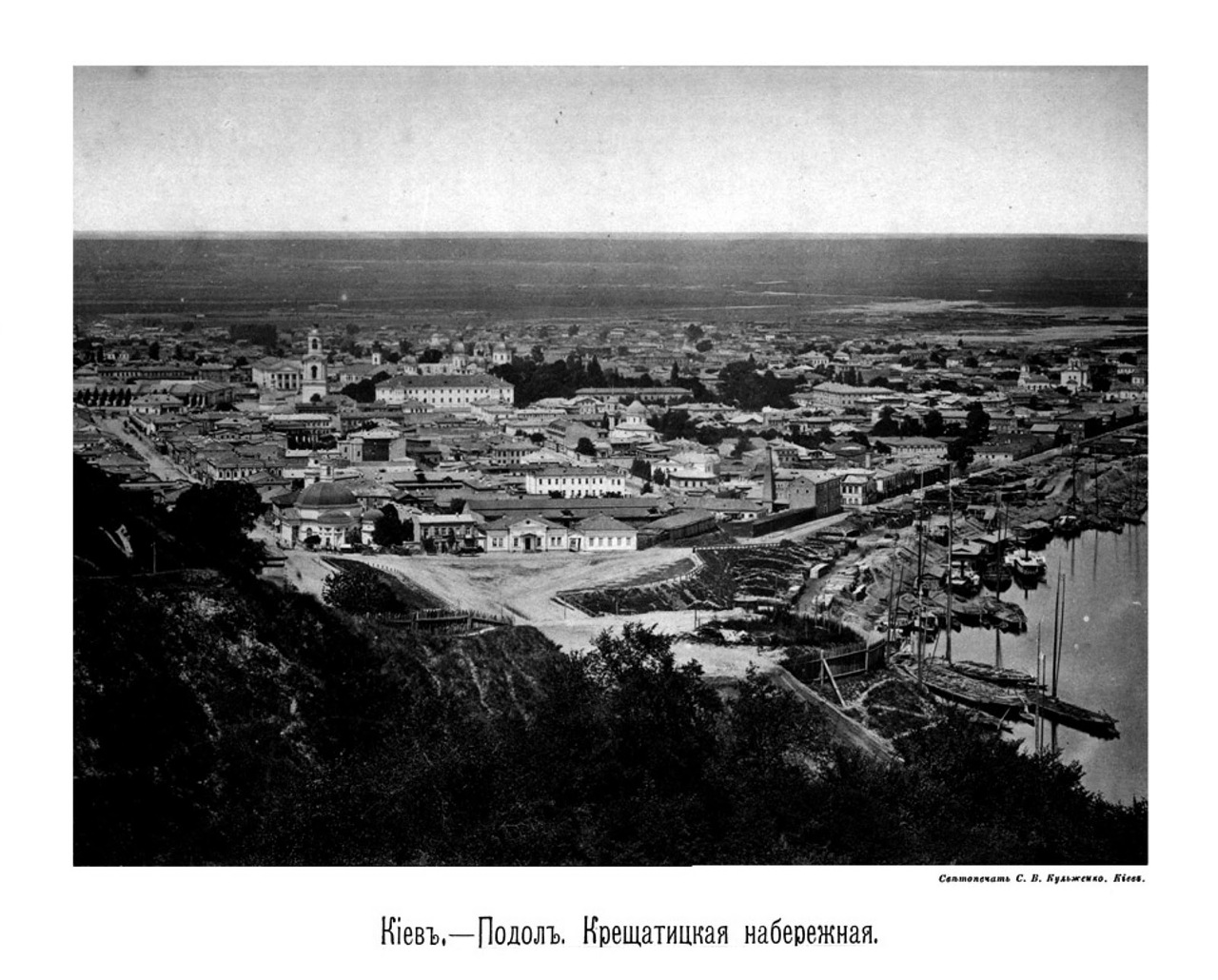
Вигляд на Хрещатицьку набережну, 1888 рік
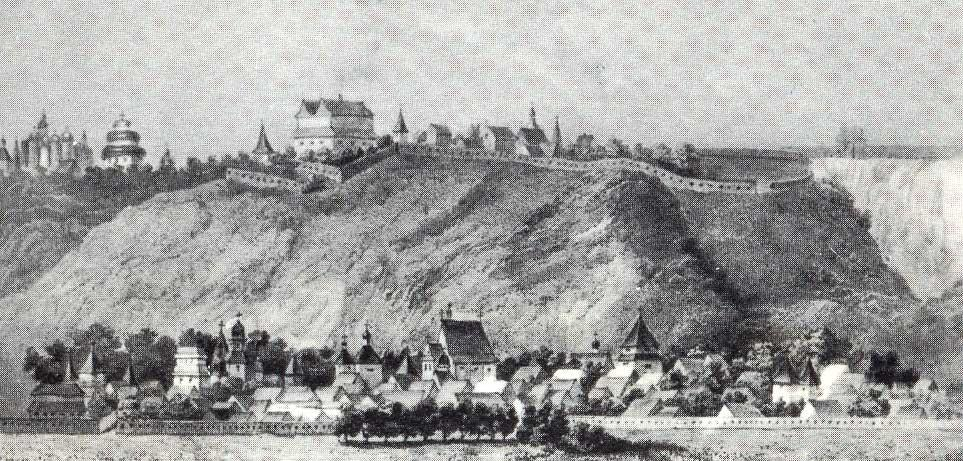
Вигляд Подолу в середині XVII ст.
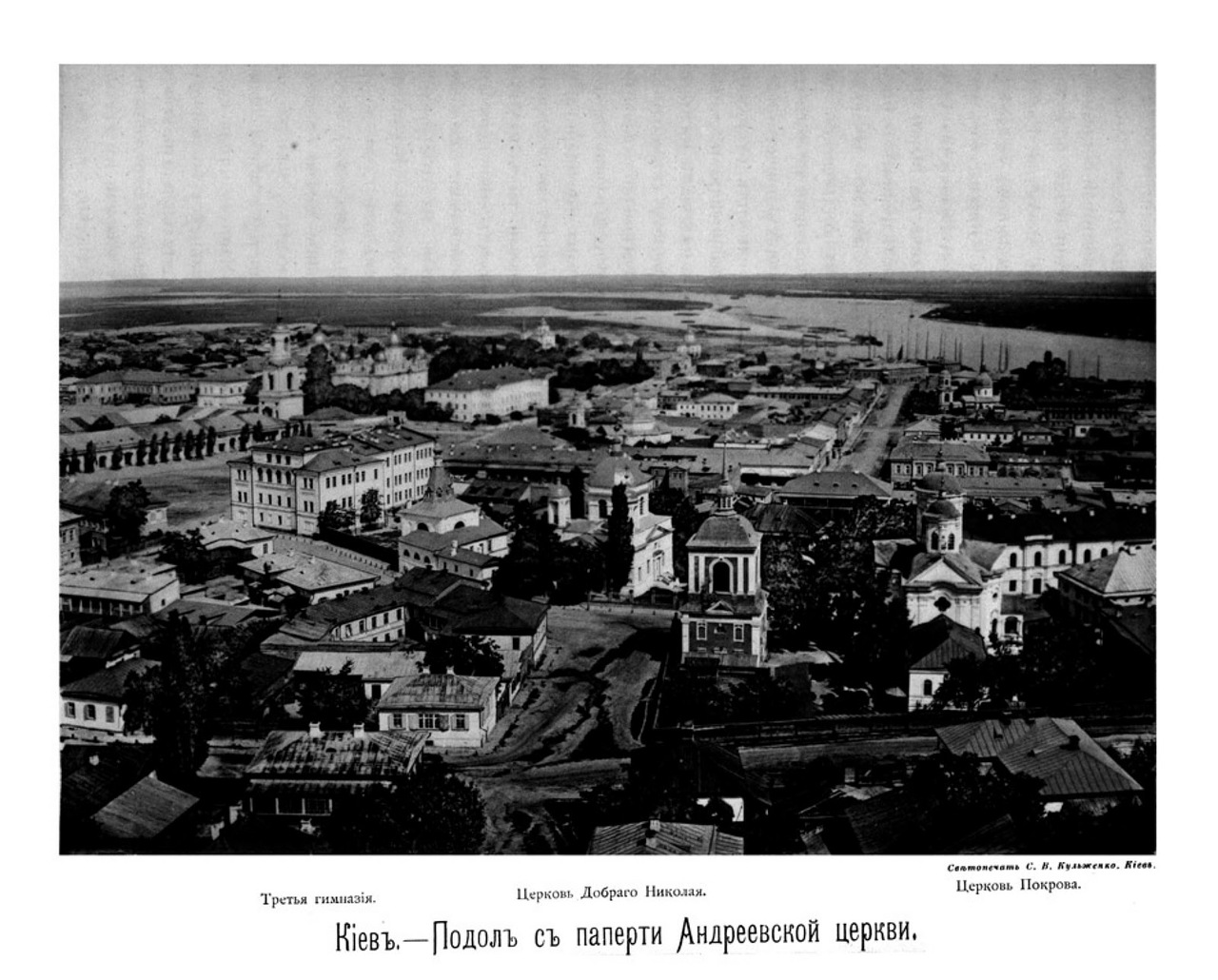
Вигляд на Поділ з Андріївської церкви, 1888 рік
Вигляд Подолу в середині XIX ст.
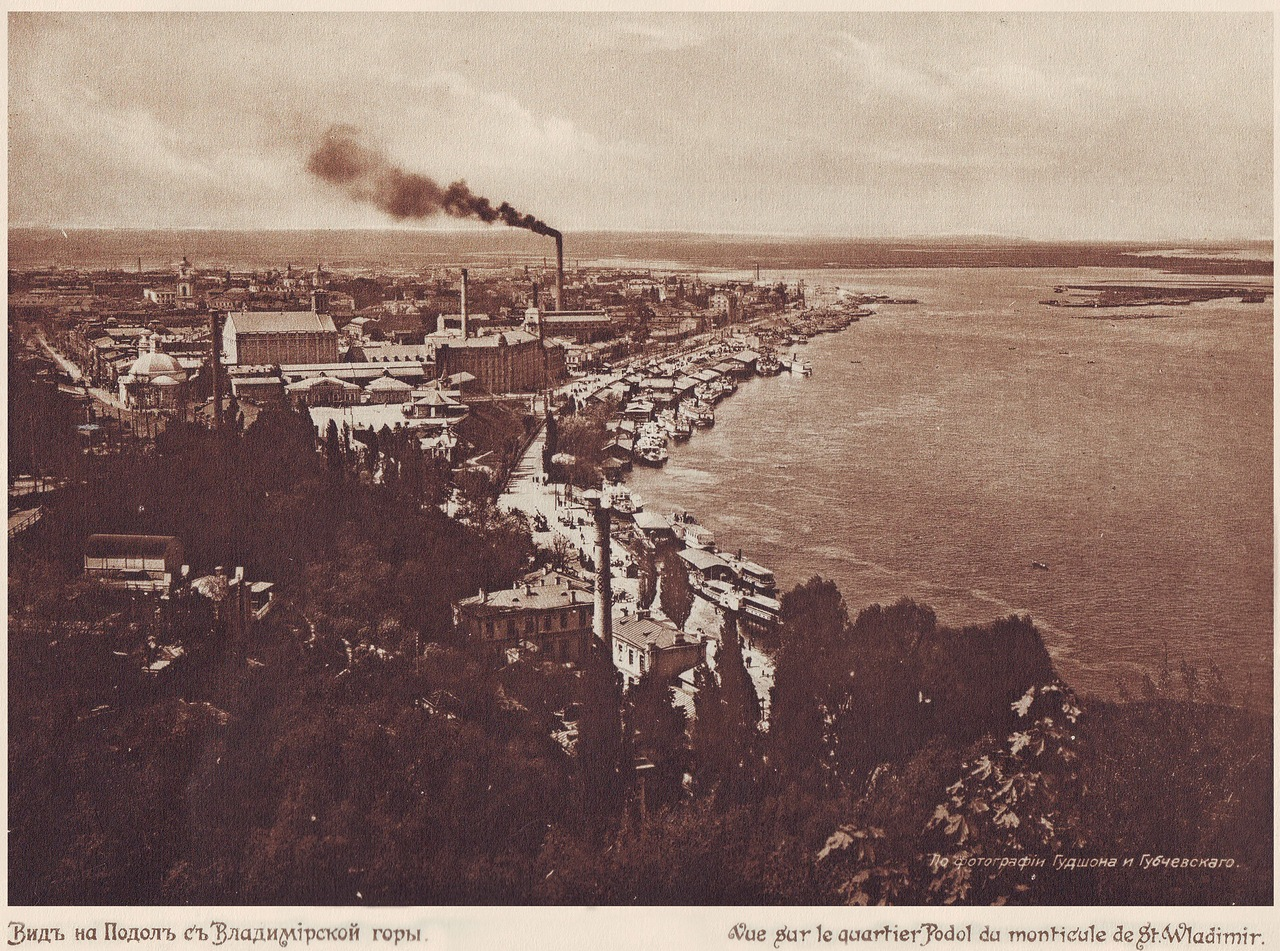
Вигляд на Поділ з Андріївської гори, початок 1910-х років
Поділ на початку ХХ ст.
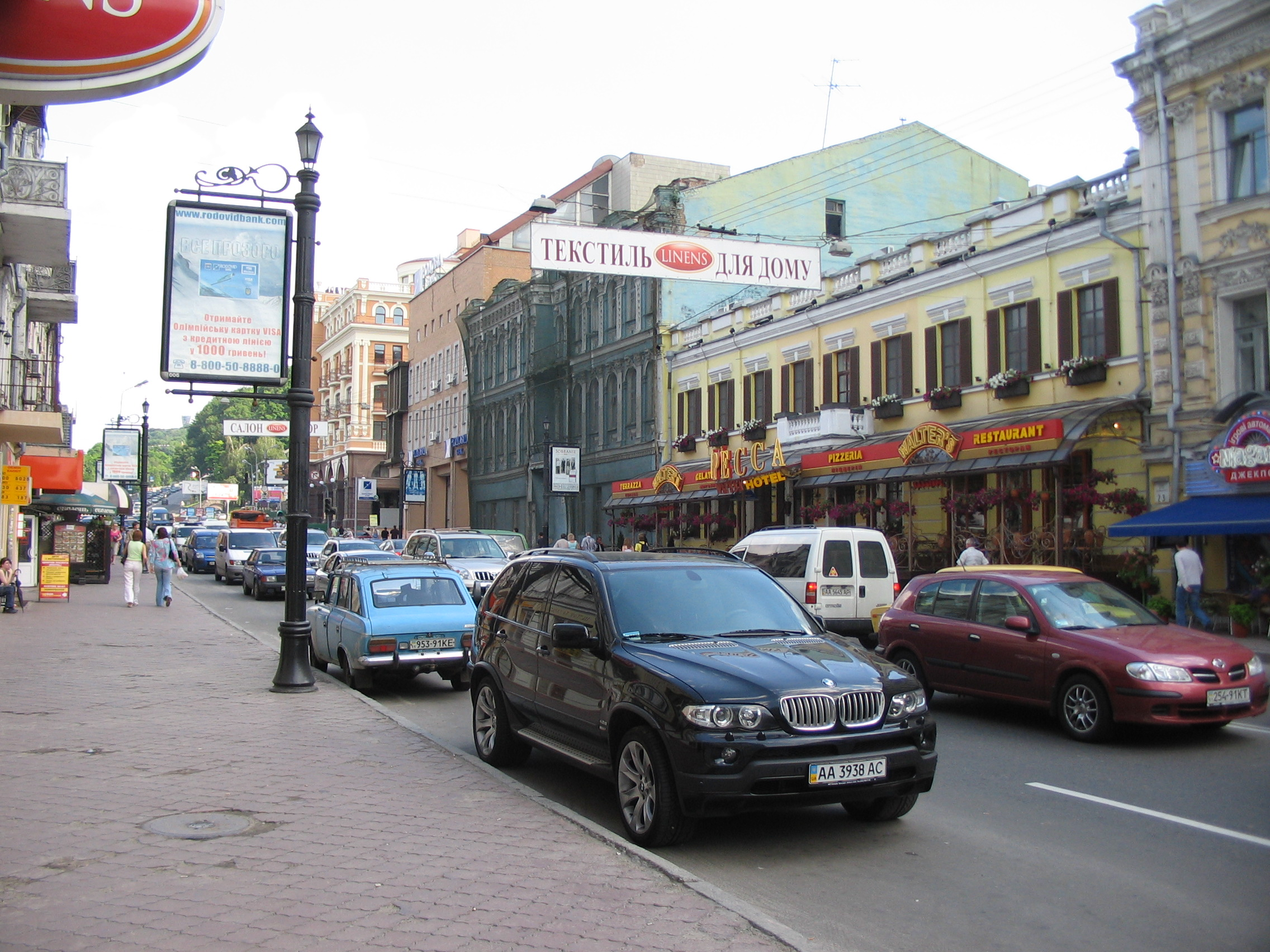
Вулиця Сагайдачного
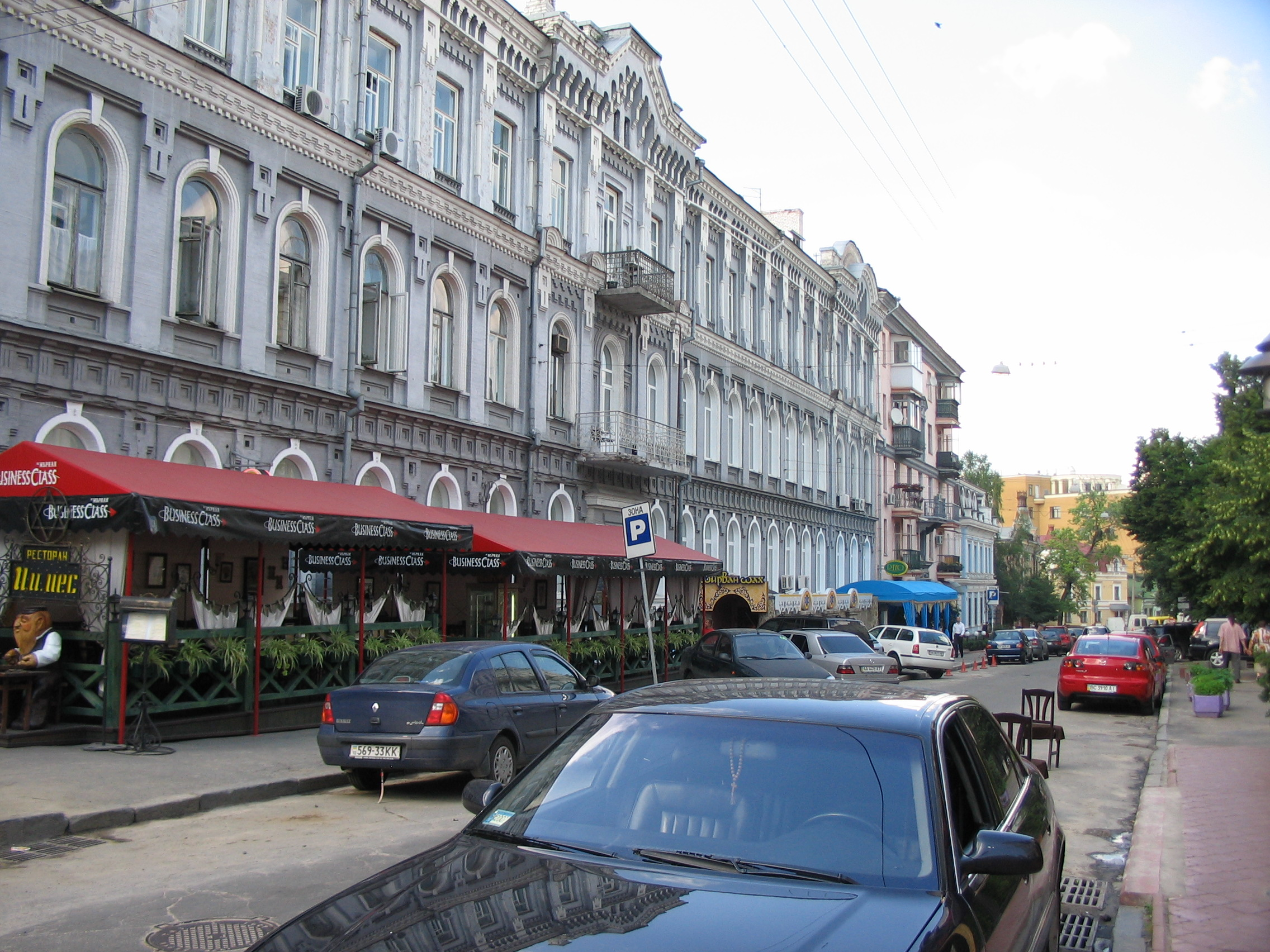
Будинки на Подолі
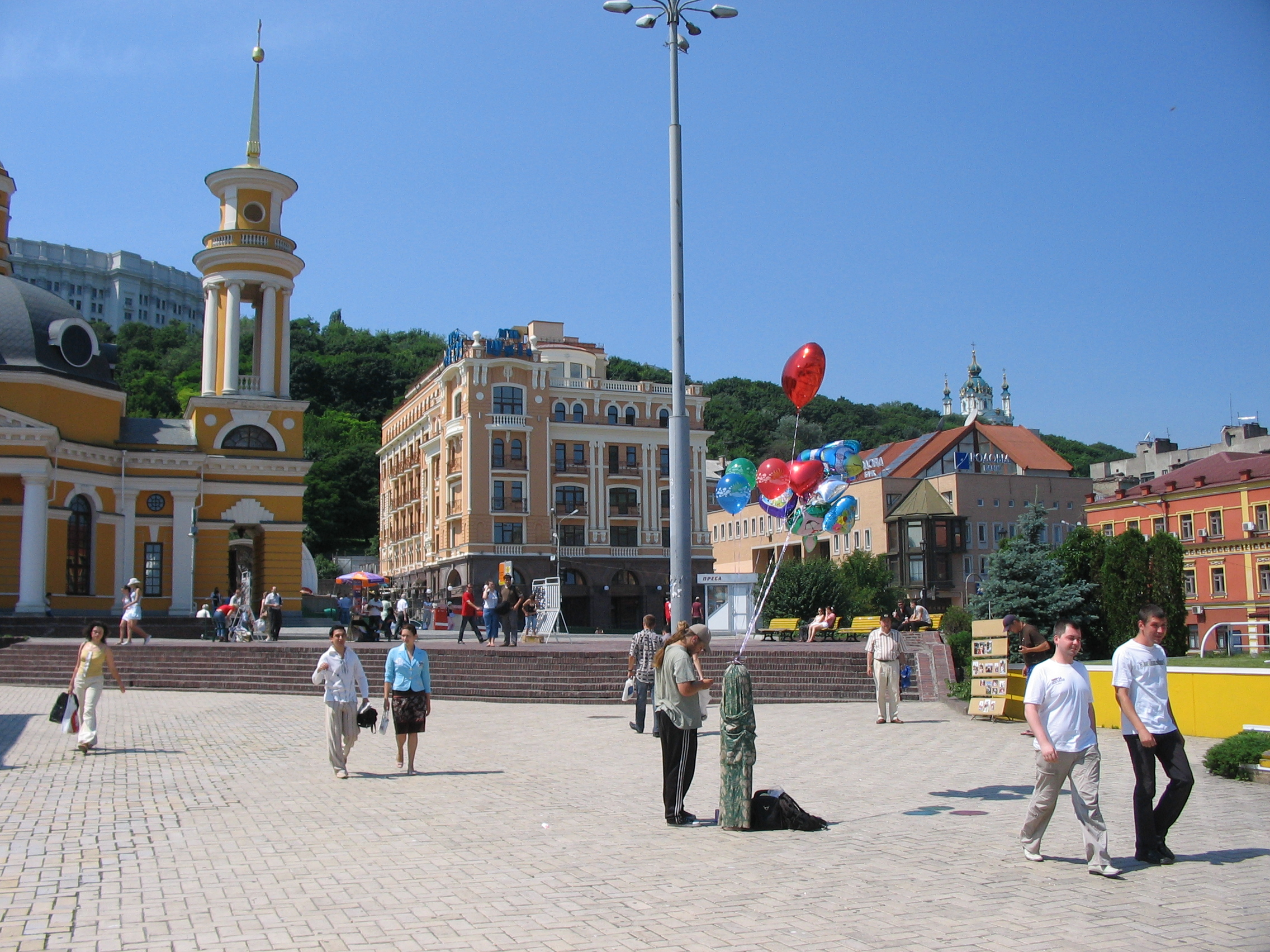
Літо. Поділ.
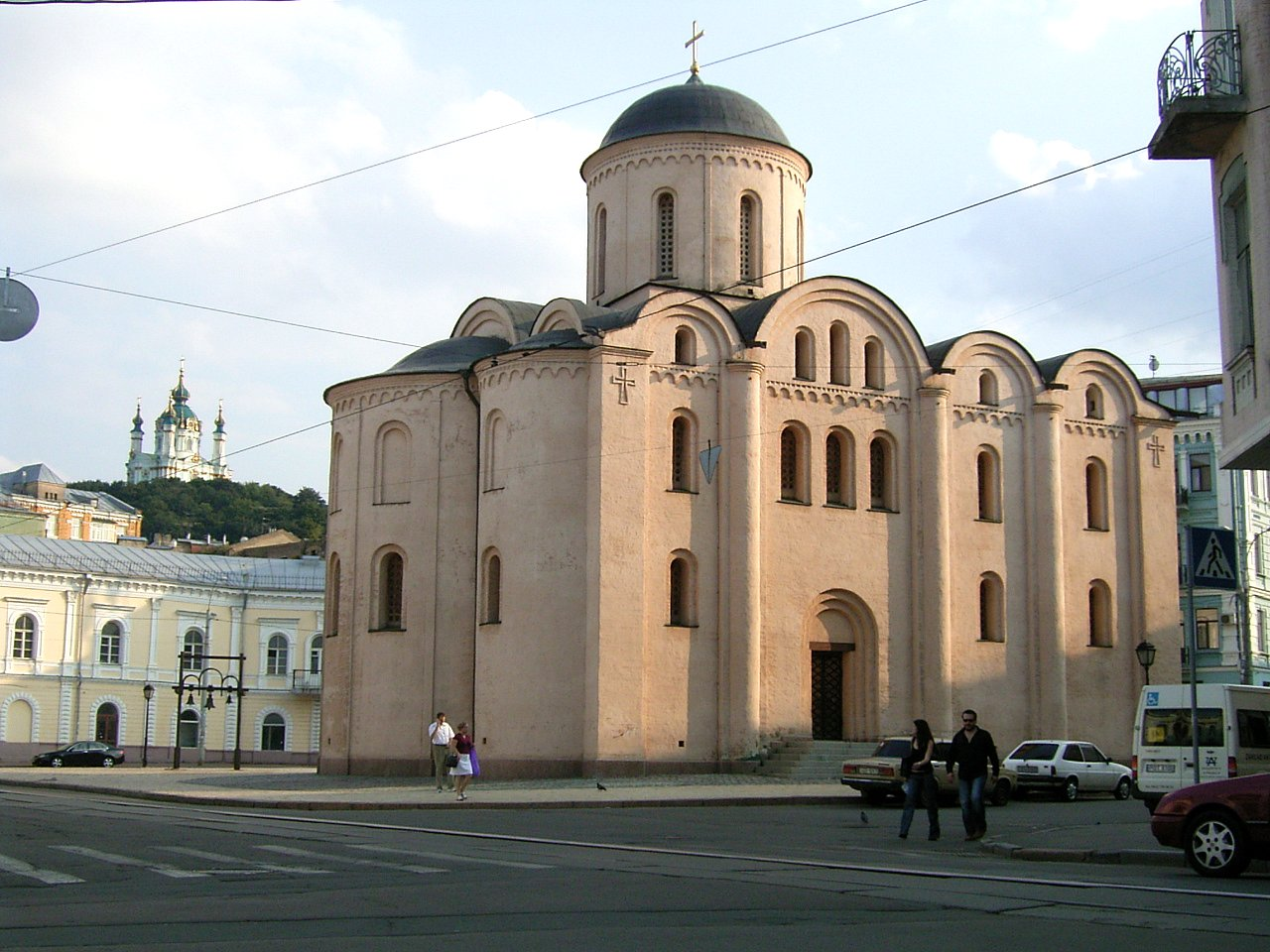
Церква Богородиці Пирогощі, Поділ, XII ст., відбудована 1997
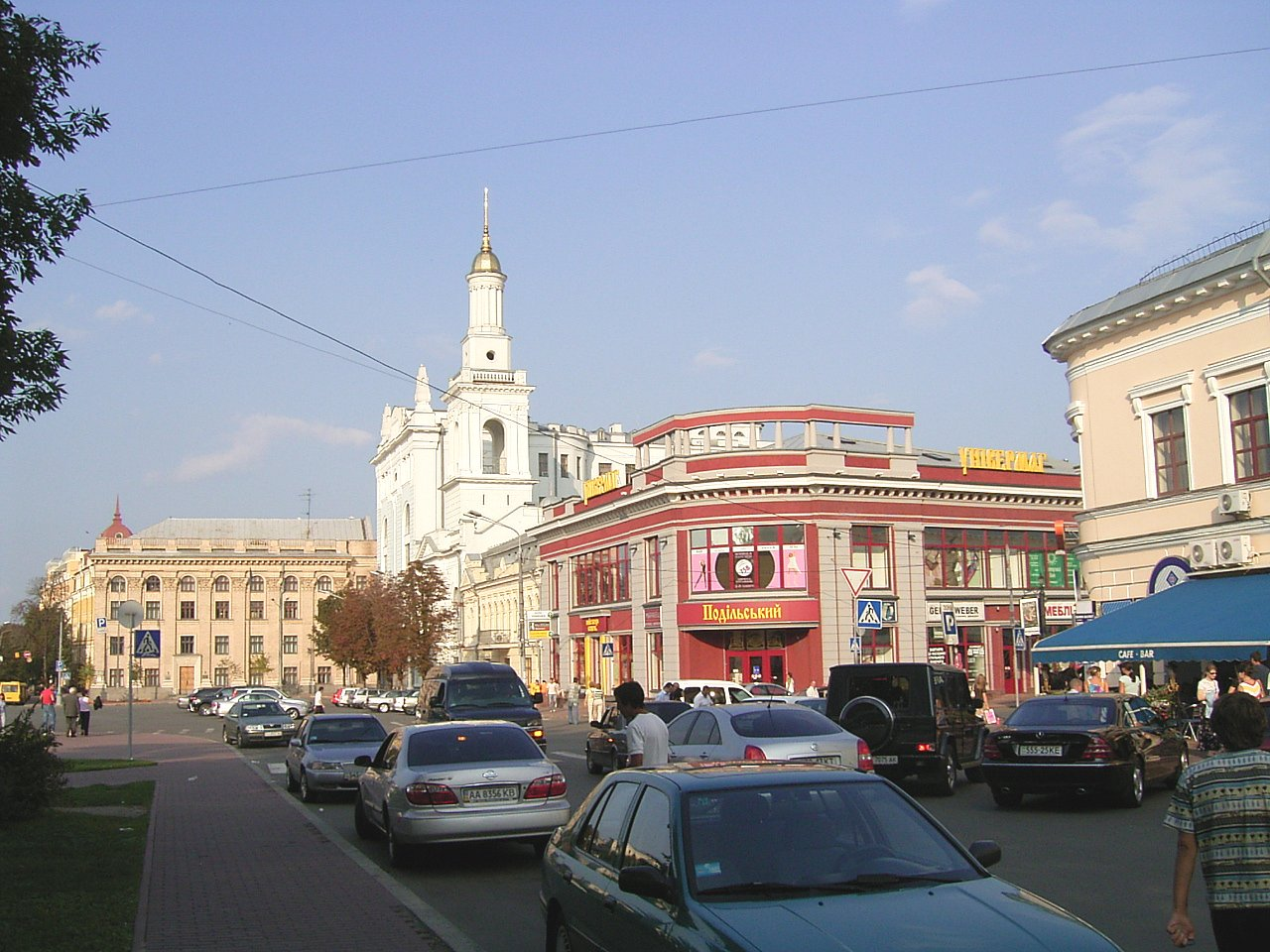
Контрактова площа у 2005 р.
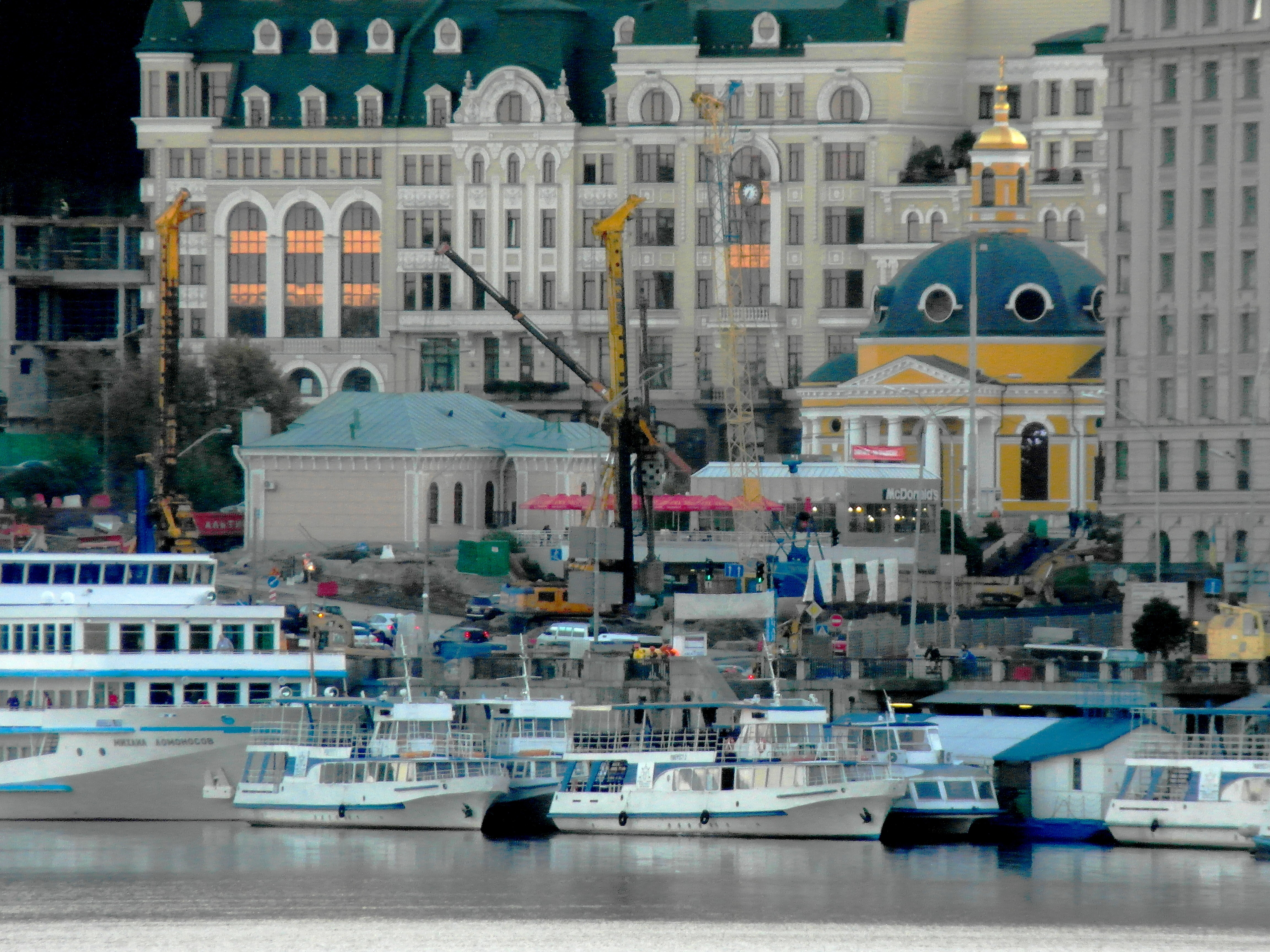
Поштова площа. Будівництво транспортної розв'язки 24.09.2012
Краєвид Подолу з Пейзажної алеї. Фото 2016 року